# Alberto il grande
Alberto il grande è un docufilm del 2013, diretto dai fratelli Carlo Verdone e Luca Verdone.

## Trama
Questo è un documentario diretto dai fratelli Verdone dedicato alla memoria di Alberto Sordi attraverso le testimonianze di alcuni colleghi, amici, registi e altri collaboratori come:
- Franca Valeri
- Pippo Baudo
- Gigi Proietti
- Claudia Cardinale
- Ettore Scola
- Christian De Sica
- Gian Luigi Rondi
- Goffredo Fofi
- Carlo Vanzina
- Enrico Vanzina
- Fulvio Lucisano
- Dino De Laurentiis